# Bataille de Heiligerlee
Guerre de Quatre-Vingts Ans
Batailles
- Chronologie de la guerre de Quatre-Vingts Ans
- Valenciennes
- Austruweel
- Rheindalen
- Heiligerlee
- Jemmingen
- Jodoigne
- Brielle
- 1er Flessingue
- Malines
- Goes
- Mons
- Haarlem
- 2e Flessingue
- Borsele
- Zuiderzee
- Alkmaar
- Leyde
- Reimerswaal
- Mook
- Lillo
- Zierikzee
- 1er Anvers
- 1er Bréda
- Gembloux
- Rijmenam
- 1er Deventer
- Maastricht
- 2e Bréda
- Açores
- 2e Anvers
- 3e Anvers
- Boksum
- Zutphen
- 1er Berg-op-Zoom
- Gravelines
- 3e Bréda
- 2e Deventer
- Groningue
- Huy
- 1er Groenlo1
- 2e Groenlo
- Turnhout
- Nieuport
- Ostende
- L'Écluse
- 3e Groenlo
- Saint-Vincent
- Gibraltar
- Saint-Vincent (1621)
- 2e Berg-op-Zoom
- 4e Bréda
- 4e Groenlo
- Matanzas
- Bois-le-Duc
- Abrolhos
- Slaak
- Maastricht
- 5e Bréda
- Cabañas
- Calloo
- Les Downs
- Saint-Vincent (1641)
- Hulst
- Cavite

La bataille de Heiligerlee, qui a lieu le 23 mai 1568 à Heiligerlee (actuelle province de Groningue), est un des premiers affrontements de la guerre de Quatre-Vingts Ans, qui oppose les insurgés des dix-sept provinces des Pays-Bas espagnols au roi d'Espagne Philippe II et qui devait déboucher sur l'indépendance des sept Provinces-Unies.
Bien que la bataille de Rheindalen près de Roermond, remportée par les Espagnols (Sancho d'Avila), ait eu lieu le 23 avril 1568, on considère ordinairement que la guerre de Quatre-Vingts Ans commence ce 23 mai, avec la première victoire des rebelles néerlandais.

## Contexte
À la suite de la crise de 1566 et du déclenchement de la révolte des gueux, l’arrivée en 1567  du duc d'Albe aux Pays-Bas espagnols et l'institution du Conseil des troubles marquent le début d'une répression brutale, où le plénipotentiaire espagnol n'hésite pas à arrêter les aristocrates suspects, voire à les faire condamner à mort, comme le comte d'Egmont et le comte de Hoorne.
Pour échapper à l'arrestation, Guillaume d'Orange, stathouder des provinces de Hollande, de Zélande et d’Utrecht, s'est réfugié dans l'électorat de Saxe, pays d'origine de son épouse, alors gouverné par son oncle, le prince-électeur Auguste Ier. Ses terres sont confisquées et il est déchu de ses titres aux Pays-Bas.
En 1568, Guillaume d'Orange a levé une armée et entreprend de marcher vers les Pays-Bas pour renverser le duc d'Albe, devenu gouverneur général après la démission de Marguerite de Parme : il n'entend pas se rebeller contre Philippe II, mais plutôt laisser au souverain une porte de sortie pour apaiser le pays et ainsi retrouver le rôle d'autorité impartiale.
Guillaume d'Orange attaque les Pays-Bas sur deux fronts : une armée menée par son frère Louis pénètre en Gueldre depuis le nord de l'Allemagne tandis que des huguenots français doivent attaquer au sud.

## La bataille

### Les forces en présence
Les mercenaires allemands de Louis de Nassau comptent 3 900 fantassins et Adolphe de Nassau dirige un escadron de 200 cavaliers.
L’armée du stathouder loyaliste de Frise, Jean de Ligne, comte d’Aremberg, comprend 3 200 fantassins et un escadron de 20 cavaliers.

### L'engagement
Conscient de son infériorité numérique, Jean de Ligne cherche d'abord à éviter le combat en attendant des renforts, mais il est intercepté le 23 mai aux abords du village d’Heiligerlee.
Jean de Ligne et Adolphe de Nassau perdent la vie dans cet engagement. Les mercenaires espagnols prennent la fuite et sont massacrés par les rebelles, laissant entre 1 500 et 2 000 hommes sur le terrain.

## Suites
Cette victoire, la première de l'armée de Guillaume d'Orange, est un avertissement pour la couronne d'Espagne : la révolte est de grande ampleur et de grands moyens vont devoir être employés pour la réduire.
Le comte d'Egmont et le comte de Hoorne sont exécutés en place publique à Bruxelles au mois de juin suivant.
Le 20 octobre 1568, Guillaume d'Orange subit une défaite décisive lors de la bataille de Jodoigne face à l'armée du duc d'Albe. Guillaume d'Orange doit s'enfuir de nouveau.

## Commémorations
La bataille et Adolphe de Nassau sont évoqués dans l’hymne national néerlandais :
« En Frise au champ d’honneur, le comte Adolphe est tombé » (Graef Adolff is ghebleven, in Vriesland in den slaech.)